# Улица Карбышева (Минск)
Улица Карбышева — улица в Первомайском районе Минска.

## История
Названа в честь Дмитрия Михайловича Карбышева (1880—1945), советского военачальника, Героя Советского Союза.

## Расположение
Первомайский (административный) район, жилой район — Зелёный луг.

## Описание
Улица Гамарника переходит (на пересечении с Логойским трактом) в улицу Карбышева.
На улице начинается (с одного конца) и заканчивается (на другом конце) улица Тикоцкого.
Пересекает Слепянскую водную систему и заканчивается на «слиянии» с улицей Седых.
Ближайшие параллельные улицы — Седых и Тикоцкого.

## Транспорт
Между началом улиц Седых и Карбышева находится трамвайное кольцо (Трамваи: 1, 5, 6, 11)
Троллейбусы:
- 2, 1

Википедия маршрутов: Маршрут троллейбуса 2
Автобусы: 
- 13д, 37, 35

## Объекты
Дома и строения:
- 1/1, 1/2, 1/3, 7/2, 9, 11, 11/А, 13/2, 13, 25, 42, 44, 46, 48, 50